# Golfe de Morrosquillo
Le golfe de Morrosquillo (espagnol : golfo de Morrosquillo) est un golfe de la Mer des Caraïbes entouré par les départements Colombiens  de Sucre et Córdoba.

## Géographie
D'ouest en est, le golfe de Morrosquillo mesure approximativement 80 km depuis la Boca de Tinajones, embouchure du río Sinú, dans le département de Córdoba, jusqu'à la Punta San Bernardo dans le département de Sucre, en face de l'archipel San Bernardo. 
Toujours d'ouest en est, les municipalités baignées sont San Bernardo del Viento et San Antero dans le département de Córdoba, Coveñas, Santiago de Tolú (dont fait partie l'archipel San Bernardo) et San Onofre dans le département de Sucre.
Les principales villes sur le golfe sont Santiago de Tolú et Coveñas.